# いすゞ自動車
いすゞ自動車株式会社（いすずじどうしゃ、英: ISUZU MOTORS LIMITED）は、神奈川県横浜市西区に本社を置く、主にトラック・バスなどの商用車を製造する日本の自動車メーカーである。1916年創業。日経平均株価およびJPX日経インデックス400の構成銘柄の一つ。「いすず」ではなく、「いすゞ」が正式な表記である。中国語圏では「五十鈴」（繁体字: 五十鈴、簡体字: 五十铃）という漢字で表記する。
日産自動車や三菱重工業とともに、日本国内で日本企業による自動車の本格的な量産が始まった1930年代から四輪自動車を生産している自動車メーカーで、ディーゼル自動車および船舶・産業用ディーゼルエンジンを得意とする。
国内における小型トラックの販売台数では20年連続で第1位となり（2001年～2020年）、中・大型トラックの販売台数は第1位（2022年～2024年）である。世界市場ではバンを除いたGVW3.5トンから15トンまでの中小型トラック分野での販売台数は世界第2位となり、大型トラック部門では世界第14位である（2018年）。

## 概要

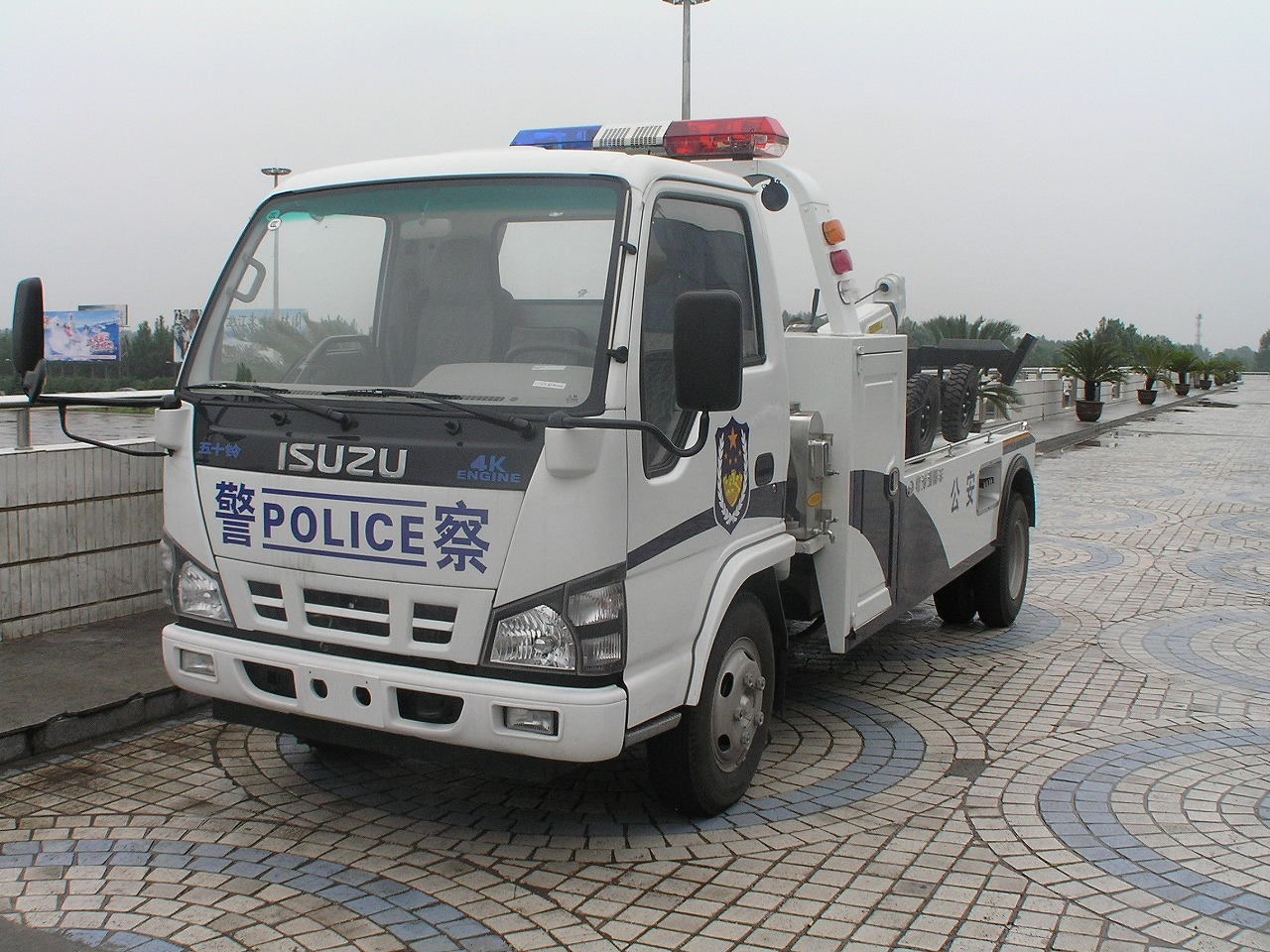
中国の公安に採用されているいすゞ・エルフ
「五十鈴」（五十铃）の文字が読み取れる

「いすゞ」の名は、伊勢神宮（三重県伊勢市）の境内に沿って流れ、神宮における潔斎の場ともなる五十鈴川に由来する。元は商工省標準形式自動車として、前身となったメーカー各社と当時の鉄道省によって1933年（昭和8年）に共同開発された大型自動車（のちのいすゞ・TX・BX系各車の原型）に翌1934年（昭和9年）に付けられた車名である。以後、合併や社名変更などの変遷を経ながら、太平洋戦争直前から戦時中にかけ、大型車両とこれに搭載する高速ディーゼルエンジンの分野で、国策企業として開発をリードした。
太平洋戦争後はトラック・バスなど、大型ディーゼル自動車の生産で日本を代表するメーカーとなった。1953年（昭和28年）以降はイギリス車のヒルマンのノックダウンで乗用車生産にも進出し、総合自動車メーカーを目指した。
かつてはトヨタ自動車、日産自動車とともに日本自動車業界の御三家とも言われていたが、乗用車部門は長らく不振であり、1990年代から経営危機に陥りリストラを繰り返すようになった。
1993年（平成5年）にはワンボックスカーとSUVを除く乗用車の自社開発・生産から撤退し、日本国内では本田技研工業（ホンダ）などからOEM供給を受けて販売を続けた。これは乗用車用ディーゼルエンジンやSUV、ミニバンについてはホンダと相互協力関係にあったためで、2002年（平成14年）に自社生産していたビッグホーンやウィザードなどのSUVを含む乗用車の販売から撤退するまで、ホンダからのOEM供給を受けていた（ただし、撤退後も販売していた初代コモワゴンは8人/10人乗りの乗用車として販売された）。
また、関連企業との合併による拠点の集約などを行う一方、1万人規模となる極めて大規模な人員削減などを行った。株価が一時、自動車メーカーとしては最低の31円まで落ち込むなど事態は極めて深刻であったが、みずほ銀行やゼネラルモーターズ（GM）の大掛かりな支援があり、加えてディーゼル自動車の排気ガス規制強化（いわゆるNOx規制など）を発端とする商用車（トラックやバスなど）の買い換え特需もあり、再建に成功することができた。
米国ではGMからSUVとピックアップトラックのOEM供給を受けて販売を続けていたが、2009年（平成21年）1月31日をもって販売を終了した。その結果、販売ディーラーは既存ユーザーのためのアフターケア・サポート事業のみ存続していくことになった。現在、主に個人向けとして販売が行われている車種には、東南アジアや南アフリカなど向けのピックアップトラックとSUVに加え、東南アジアとインド専売のMPVがある。
1971年（昭和46年）から2006年（平成18年）まで米国・ゼネラルモーターズ（GM）が一部のいすゞ株を保有しており、GMの関連会社であったが、同年4月にGMとの資本関係を解消した。
GMとの資本提携解消後は、同年11月7日にトヨタ自動車と資本・業務提携を行うことを発表した。すでにトヨタグループ入りしていた日野自動車とはバス事業を統合してジェイ・バス株式会社の発足を行っており、今後については乗用車用ディーゼルエンジンの開発や環境技術での連携（景気後退により一時凍結）、トラック部門での連携強化の可能性が考えられていたが、2018年（平成30年）8月にトヨタとの資本・業務提携を解消した。しかし今後のトラックの電動化を視野に入れて、2021年（令和3年）3月24日に、トヨタ自動車と再度資本・業務提携することが発表された。
2019年（令和元年）12月、ボルボ・グループ（以下、ボルボ）と商用車分野での戦略的提携に向けて覚書を締結し、ボルボ子会社のUDトラックスの全株と、UDブランドで展開する海外事業を取得すると発表した。2020年（令和2年）10月30日には戦略的提携に関する基本契約を正式に締結し、UDトラックスを2,430億円で買収することを発表。2021年（令和3年）4月1日までに取得手続きを完了し、UDトラックスはいすゞグループ企業となった。
2022年（令和4年）5月9日には、東京都品川区南大井の大森ベルポートA館から、神奈川県横浜市西区高島にある横濱ゲートタワーに本社や関連会社などを移転した。なお、近隣にはUDトラックスの元親会社だった日産自動車（日産グローバル本社）、および有力取引先の京浜急行電鉄・京浜急行バス（京急グループ本社）が本社を構えている。

みずほ銀行をメインバンクとする大企業のうち、旧第一勧業銀行の融資系列に属する企業で構成する三金会に参加する。なお、UDトラックスの元親会社だった日産自動車は、旧富士銀行の融資系列である芙蓉会に参加している。

## 沿革

### 東京石川島造船所時代
| ウーズレーCP型1.5トン積みトラック東京モーターショー2013展示車  |  | ウーズレーCP型1.5トン積みトラック東京モーターショー2013展示車 |
| ウーズレーCP型1.5トン積みトラック 東京モーターショー2013展示車 |  |                                                               |

| スミダM型バス東京モーターショー2011展示車  |  | スミダM型バス東京モーターショー2011展示車 |
| スミダM型バス 東京モーターショー2011展示車 |  |                                           |

- 1893年（明治26年） - 株式会社東京石川島造船所が設立（石川島播磨重工業を経て現在はIHI）[3][12]。
- 1916年（大正5年） - 東京石川島造船所が自動車製造の調査研究と試作を開始、造船業による収益で自動車製造事業への進出を計画[3][12]。
- 1918年（大正7年）11月 - 東京石川島造船所がイギリスのウーズレー社とライセンス提携を結び、自動車製造に進出[3][12]。「ウーズレー#日本でのウーズレー車」も参照。
- 1922年（大正11年）12月 - 東京石川島造船所が「ウーズレーA9型第1号乗用車」の国産化に成功[3][12]。
- 1924年（大正13年） - 東京石川島造船所が「ウーズレーCP型1.5トン積みトラック」を完成、軍用保護自動車の資格を得る[3]。
- 1927年（昭和2年）
  - 東京石川島造船所がウーズレー社との提携を解消し、純国産車の製造を開始[3][12]。これに伴い、車名をウーズレーから「スミダ」に変更[3][12]。車名は一般公募により、工場のそばを流れる隅田川にちなみ命名された[12]。
  - 東京石川島造船所が、A6型エンジン搭載2トン車「スミダP型トラック」、A4型エンジン搭載1トン車「スミダM型1号バス」を完成[12]。

### 独立と会社合併
| TX40型ガソリントラック東京モーターショー2015展示車  |  | TX40型ガソリントラック東京モーターショー2015展示車 |
| TX40型ガソリントラック 東京モーターショー2015展示車 |  |                                                    |

- 1929年（昭和4年）5月 - 株式会社東京石川島造船所の自動車部門が、株式会社石川島自動車製作所として独立[3]。
- 1933年（昭和8年）
  - 3月 - 石川島自動車製作所が、ダット自動車製造株式会社を合併して自動車工業株式会社となる[3]。
    - 1931年（昭和6年）からダット自動車を支援していた戸畑鋳物の鮎川義介は、自動車工業株式会社成立後、旧ダット自動車大阪工場を譲受して「自動車製造株式会社」を設立。小型車部門の技術・設計と技術者移籍、商標「ダットサン」の譲受を自動車工業に懇請、自動車工業も小型車開発は設立目的の対象外であったためこれを承諾。自動車製造は1934年に日産自動車に改名した。複雑な関係であるが、実質的にはダット自動車のトラック・バス製造部門が石川島自動車製造所に合流した形となる[27]。
    - 自動車工業初代社長となった加納友之介は、自動車用高速ディーゼルエンジンが当時世界的にも市販化に到達したばかりの新技術であることに着目し、自動車技術が遅れていた日本でも国際水準に早期到達できる分野と見込んで研究開発を指示[27]。後年にまで至る「ディーゼルエンジンのいすゞ」の布石を作った。

  - 3月 - 「商工省標準形式自動車」を完成[3][12]。詳細は「いすゞ・TX#1945年以前のTX」を参照。
- 1934年（昭和9年）
  - 「商工省標準形式自動車」を、伊勢神宮の五十鈴川にちなみ「いすゞ」と命名[3][12]。現社名の由来となる[7][12]。
  - 7月 - 自動車工業株式会社、鶴見工場（旧・鶴見製造所）を開所[3]。
- 1936年（昭和11年）3月 - 国産初の空冷式ディーゼルエンジンとなるDA4型、DA6型を完成[3][12]。
- 1937年（昭和12年）4月9日 - 東京瓦斯電気工業株式会社（瓦斯電）と合併して東京自動車工業株式会社となる[27][28][29]。いすゞ自動車ではこの日を創立記念日と定めている[12][27][28][29]。
- 1938年（昭和13年） 
  - 3月 - 多摩川河口付近の川崎大師河原の川崎市下殿町（現・川崎市川崎区殿町3丁目）に[27][30]、川崎工場（旧・川崎製造所）が完成[3]。この土地はもともと瓦斯電の工場建設予定地であった[27]。
  - 7月 - 川崎工場（旧・川崎製造所）が操業開始[3][30]。
  - 8月 - 川崎製造所での生産第1号車として、TX40型トラックが完成[3]。
- 1940年（昭和15年）12月 - 社歌を制定。

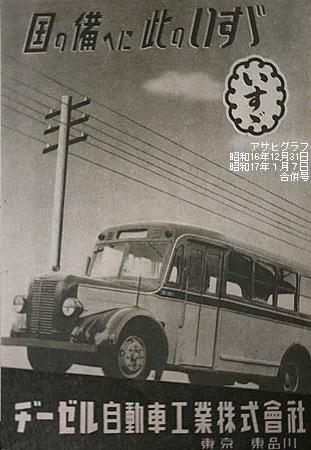
1941年

- 1941年（昭和16年）4月 - ヂーゼル自動車工業株式会社に商号変更[3]。
- 1942年（昭和17年）5月 - ヂーゼル自動車工業から日野製造所を分離し、日野重工業株式会社（現在の日野自動車）を設立[3]。
  - このため、いすゞ自動車と日野自動車は同門企業に当たる。日野自動車は旧瓦斯電系の技術陣が基幹であったことから、石川島を源流とするいすゞと異なり、瓦斯電を発祥としている。
- 1944年（昭和19年）3月 - 本社を東京都品川区東品川から品川区南大井へ移転[3]。
- 1945年（昭和20年）
  - 3月 - 疎開工場として現在の長野県佐久市岩村田に長野工場を建設。
  - 10月 - TX40型ガソリントラックの生産を再開[3]。
- 1946年（昭和21年）11月 - TX80型ガソリントラックを完成、戦後の産業復興を支える[31]。
- 1947年（昭和22年）10月 - TX61型ディーゼルトラックを完成[3][31]。
- 1948年（昭和23年）1月 - BX91型ディーゼルバスを完成[3]。

### いすゞ自動車として再出発
- 1949年（昭和24年）7月1日 - いすゞ自動車株式会社に商号変更[32]。最初の日本国外輸出先として香港へ進出。
- 1950年（昭和25年）
  - 2月 - 長野工場（疎開工場）を閉鎖。
  - タイへの輸出開始。
- 1952年（昭和27年） - 台湾への輸出開始。
- 1953年（昭和28年） - イギリスのルーツ・グループと提携し、乗用車「ヒルマン・ミンクス」をノックダウン生産する。
- 1957年（昭和31年）1月 - 三菱商事とタイ向け車両輸出販売代理店の契約を締結。
- 1958年（昭和33年） - 川崎工場（旧川崎製造所）に隣接する神奈川県営の埋立地（多摩川河口の約6万坪）の払い下げを受ける[30]。これにより川崎工場は拡張され、バス・トラックなど大型車生産の中心拠点となる[30]。
- 1961年（昭和36年）11月 - 藤沢工場（旧・藤沢製造所）稼働。
- 1964年（昭和39年）12月 - ペルーいすゞ自動車を設立（戦後第1号の海外投資案件）。
- 1966年（昭和41年）4月 - 泰国いすゞ自動車を設立[33]。
- 1966年（昭和41年）12月 - 富士重工業との業務提供を発表。
- 1968年（昭和43年）5月 - 富士重工業との業務提供を解消。
- 1968年（昭和43年）6月 - 三菱重工業と業務提供を発表。
- 1969年（昭和44年）5月 - 三菱重工業との業務提供を解消。
- 1971年（昭和46年） - 米国・ゼネラルモーターズ（GM）と資本提携（伊藤忠商事の仲介による）。
- 1972年（昭和47年）6月 - 栃木工場（旧栃木製造所）稼働。
- 1974年（昭和49年） - 1社提供ラジオ番組『いすゞ歌うヘッドライト〜コックピットのあなたへ〜』（TBSラジオ制作）放送開始。
- 1975年（昭和50年）6月 - いすゞモーターズアメリカを設立。
- 1976年（昭和51年）
  - 8月 - 藤沢市に起震車を寄贈し紺綬褒章を受ける。
  - 10月 - 新社歌の制定。
- 1982年（昭和57年）7月 - いすゞ自動車海外販売を設立。
- 1985年（昭和60年） - 日本初の自動車メーカーとして、中国・四川省重慶市で小型トラック （エルフ）の現地生産を慶鈴汽車との間で開始。
- 1986年（昭和61年） - 富士重工業（スバル）、いすゞ自動車が北米生産合弁基本契約に調印[34]
- 1987年（昭和62年） - 北米生産拠点としてスバル・イスズ・オートモーティブ（略称：SIA）創立。1989年（平成元年）車両生産開始。
- 1988年（昭和63年）11月 - 鶴見製造所を川崎工場（旧・川崎製造所）へ統合[35]。
- 1989年（平成元年）
  - オーストラリアに商用車の輸入・組立・販売会社、現在の「いすゞ オーストラリア」を設立。
  - GMの欧州子会社、独・オペルの輸入権を取得し、日本国内向けにオペル車の販売を開始（1992年（平成4年）販売終了）。
- 1991年（平成3年） - デモンストレーションを目的に、F1用エンジンのテストを行った（後述）。
- 1993年（平成5年） - 小型乗用車の自社開発・製造を中止。ホンダなど他社からのOEM供給のみとなり、商用車、SUVの製造販売などに経営資源の集中を図る。
- 1994年（平成6年） - 車体工業株式会社との合併により、「いすゞ自動車大和工場」誕生。
- 1997年（平成9年）
  - 1月 - ポーランドにディーゼルエンジン生産会社「いすゞ モーターズ ポルスカ」を設立。
  - 10月 - ドイツに欧州におけるディーゼルエンジン開発会社「いすゞ モーターズ ジャーマニー」を設立。
- 1998年（平成10年） - GMが出資比率を37.5 %から49.0 %へ引き上げ[36]。
- 1999年（平成11年） - 神奈川県大和市下鶴間の大和工場（旧・車体工業株式会社）を閉鎖。トラック運転台製造を藤沢工場に集約。
- 2001年（平成13年） - 1社提供のラジオ番組『いすゞ歌うヘッドライト〜コックピットのあなたへ〜』放送終了。
- 2002年（平成14年）
  - 9月3日 - この年限りで活動休止が決まっていた野球部が、第73回都市対抗野球大会で初優勝を果たす。
  - 9月30日 - さらなる経営資源の集中を図るため、日本国内でのSUV（ビッグホーン、ミュー、ウィザード）の製造販売、セダン型乗用車（アスカ）、ミニバン型乗用車（フィリー）のOEM供給を受けることを中止[37]。この日をもって日本国内での乗用車の自社生産から撤退し、商用車に専念する（整備・部品供給は続行）[37]。
  - 10月1日 - いすゞ自動車と日野自動車のバス部門の経営統合に伴う合併準備会社として、ジェイ・バスを設立。
  - 10月2日 - 北海道胆振管内むかわ町のいすゞ自動車北海道試験場を株式会社ワーカム北海道（現：株式会社いすゞ北海道試験場）へ、北海道苫小牧市のいすゞ自動車北海道工場をいすゞエンジン製造北海道株式会社へ分社。

### 乗用車の自社生産からの撤退後
- 2003年（平成15年）
  - 1月1日 - スバル・イスズ・オートモーティブの富士重工業と合弁解消。いすゞ車生産委託開始（2004年（平成16年）まで続いた）。翌日、スバル・オブ・インディアナ・オートモーティブ（略称：SIA）に改称[34][38]。
  - 10月1日 - ジェイ・バスがいすゞバス製造と日野車体工業（バス製造部門）を子会社とする。
- 2004年（平成16年）
  - 2月 - 商用テレマティクスサービス「みまもりくん」（現・MIMAMORI）を開始。
  - 5月 - 川崎工場の生産業務を藤沢工場と栃木工場へ移転[30][39]。川崎工場で行っていた大型トラック製造を藤沢工場へ集約。
  - 5月 - 「5代目エルフ」を改良販売開始（マイナーチェンジ）。
  - 10月1日 - ジェイ・バスがいすゞバス製造と日野車体工業の2社を吸収合併。
- 2005年（平成17年）
  - 2月 - 川崎工場の敷地の東半分をヨドバシカメラへ売却[30][39]。
    - 売却された工場跡地には、物流拠点「ヨドバシカメラアッセンブリーセンター」が建設された[30]。
    - 西半分は羽田空港神奈川口構想敷地として都市再生機構へ売却[30]。

  - 3月 - 公道における走行試験の手続きについて、国土交通省より警告書を受ける。
  - 10月 - メキシコに「いすゞメキシコ」を設立。
  - 1社提供ラジオ番組「いすゞ お父さん・お母さんへの手紙」（中部日本放送制作）（4月開始）と「THE HERO 〜明日に向かって走れ!〜」（BS-i制作）放送開始（ - 同年9月）。
- 2006年（平成18年）
  - 3月14日 - いすゞ自動車がはとバスへ販売した大型観光バス「ガーラ」10台で不正車検が行われた疑いで、関東運輸局が道路運送車両法違反の容疑で警視庁に刑事告発した[40]。はとバス用の車両は内装を施すので重量が増すため、プロペラシャフトのブレを抑える部品を装着していたが[40]、そのままでは後輪軸にかかる重量が保安基準を超える可能性があることから[41]、東京いすゞ自動車では車検の際にこの部品を外し、車検を通してから再度部品を装着して不正車検を行っていた[40]。
  - 4月 - 米GMがいすゞ株を全て売却。提携関係は維持。
  - 5月 - ウクライナでトラック・バス販売の合弁会社「いすゞウクライナ」を設立。
  - 7月 - ロシアで小型トラックの現地生産・販売を開始（日本企業によるロシア国内初のトラック生産・販売）。
  - 7月 - インドへ中・大型バスの現地製造・販売提携をインド・スワラジマツダ社との間で締結、翌2007年（平成19年）9月よりいすゞブランドで販売開始。
  - 11月 - トヨタ自動車と資本提携。
  - 12月 - 6代目エルフを販売開始（ハイキャブ、ワイドキャブを先行販売。標準キャブは2007年（平成19年）2月より販売）。
- 2007年（平成19年）
  - 1月23日 - はとバスの大型観光バス不正車検問題で、親会社のいすゞ自動車が主導して組織的に不正車検を繰り返してきたと判断され[41]、いすゞ自動車、東京いすゞ自動車、ジェイ・バスの3社が法人として書類送検された[41][42]。
  - 3月2日 - 大型観光バス不正車検問題について、いすゞ自動車が国土交通省自動車交通局へ報告書を提出[43]。
  - 4月 - 2001年（平成13年）から6年間社長を務めてきた井田義則が退任し、代表取締役会長へ就任。変わって副社長の細井行（ほそい すすむ）が社長に昇格する人事を発表。
  - 4月 - カナダにおけるいすゞ車両・部品の販売会社として「いすゞ コマーシャル トラック オブ カナダ」を設立。
  - 11月 - 大型路線バスエルガで同一箇所の再リコール案件が発生したにもかかわらず、国土交通省への報告を怠っていたことが指摘され、国土交通省はいすゞ自動車に対し警告書を交付した[44]。
- 2010年（平成22年）
  - 国内年間トラック販売台数（大型・中型の合計）で日野自動車を抜き、初めて首位に立った。
  - 日産自動車からOEM供給を受けて販売していた乗用車登録のコモワゴンの生産を終了。これによりOEM供給モデルを含めた日本国内向けの全ての乗用車事業から完全に撤退し、1953年から続いた57年の歴史に幕を下ろした。

- 2016年（平成28年）
  - 2月 - UDトラックス向けの中型トラックOEM供給に合意（UD・コンドル）。市場へは2017年（平成29年）に投入。
  - 7月 - マツダ向けのピックアップトラックOEM供給に合意。北米を除く世界全域で展開（日本国内は未定）。
- 2017年（平成29年）
  - 4月9日 - 創立80周年を迎える（1937年4月9日の東京自動車工業株式会社設立から数える）。
  - 4月11日 - 創立80周年を記念し、いすゞ自動車初の企業博物館「いすゞプラザ」が開館。
  - 4月 - ゼネラル・モーターズ（GM）の東アフリカ子会社、GMイーストアフリカを買収。
  - 10月25日 - 創立80周年記念特別仕様車をギガ、フォワード、エルフで発売[45]。
- 2018年（平成30年）8月 - トヨタ自動車との資本提携を解消。
- 2019年（令和元年）
  - 5月 - アメリカのディーゼルエンジンメーカーであるカミンズとパワートレイン事業に関する包括的パートナーシップを構築することに合意。
  - 6月 - 日産自動車への小型トラックのOEM供給について合意。
  - 12月 - スウェーデンのボルボ・グループと商用車分野での戦略的提携に関する覚書を締結するとともに、同社が保有するUDトラックスの全株式を取得することを発表[17]。
- 2020年（令和2年）
  - 1月 - 本田技術研究所と燃料電池（FC）をパワートレインに採用した大型トラックの共同研究契約を締結。
  - 10月30日 - UDトラックス主要株主であるボルボ・グループといすゞ間で戦略的提携が正式に締結され、ボルボからUDトラックスを2,430億円で買収することを発表[18][46][47]。
- 2021年（令和3年）
  - 3月24日 - トヨタ自動車と再度資本・業務提携することを発表。トヨタグループの日野自動車と合わせてトラックの電動化を進める計画である[16]。
  - 4月1日 - UDトラックスの買収手続き完了を発表[19]。
- 2022年（令和4年）
  - 3月4日 - 日野自動車におけるエンジン不正問題を受け、日野製エンジンを搭載するガーラ（12m級）の出荷を停止することを発表[48]。

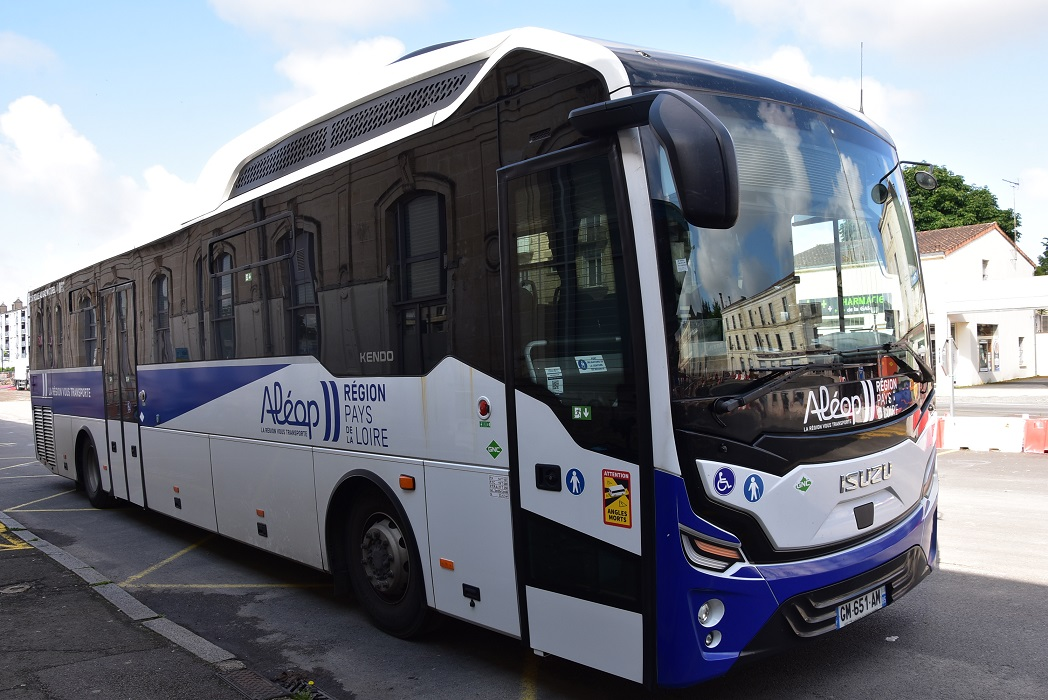
いすゞ Kendo 13 CNG (フランス・テュルキエ製)

  - 5月9日 - 本社を東京都品川区南大井にある大森ベルポートA館から神奈川県横浜市西区高島（みなとみらい地区58街区）にある横濱ゲートタワー（5-15Fの11フロア）に移転[20][24][25]。
  - 8月2日 - 日野自動車によるエンジン不正問題における特別調査委員会の調査を受け、日野製エンジンを搭載するガーラ（9m級）、ガーラミオ、エルガハイブリッド、エルガデュオの4車種の出荷を停止することを発表[49]。
  - 日野自動車におけるエンジン不正問題により、2022年における国内年間トラック販売台数（大型・中型の合計）で10年ぶりに日野自動車を抜き首位となり[50]。2023年と2024年も国内年間トラック販売台数（大型・中型の合計）で首位となった。

## 歴代社長
| 代                 | 氏名           | 就任日         | 退任日         | 備考           |
| 東京自動車工業     | 東京自動車工業 | 東京自動車工業 | 東京自動車工業 | 東京自動車工業 |
| ------------------ | -------------- | -------------- | -------------- | -------------- |
| 1                  | 松方五郎       | 1937年4月      | 1940年5月      | [ 51 ]         |
| 2                  | 鈴木重康       | 1940年5月      | 1941年4月      | [ 51 ]         |
| ヂーゼル自動車工業 |                |                |                |                |
| 2                  | 鈴木重康       | 1941年4月      | 1942年1月      | [ 51 ]         |
| 3                  | 林桂           | 1942年1月      | 1945年7月      | [ 51 ]         |
| 4                  | 弓削靖         | 1945年7月      | 1946年12月     | [ 51 ]         |
| 5                  | 三宮吾郎       | 1946年12月     | 1949年7月      | [ 51 ]         |
| いすゞ自動車       |                |                |                |                |
| 5                  | 三宮吾郎       | 1949年7月      | 1961年12月     | [ 51 ]         |
| 6                  | 楠木直道       | 1962年1月      | 1965年6月      | [ 51 ]         |
| 7                  | 大橋英吉       | 1965年6月      | 1970年6月      | [ 51 ]         |
| 8                  | 荒牧寅雄       | 1970年6月      | 1976年1月      | [ 51 ]         |
| 9                  | 岡本利雄       | 1976年1月      | 1984年1月      | [ 51 ]         |
| 10                 | 飛山一男       | 1984年1月      | 1992年1月      | [ 51 ]         |
| 11                 | 関和平         | 1992年1月      | 1998年6月      | [ 51 ]         |
| 12                 | 稲生武         | 1998年6月      | 2000年12月     | [ 51 ]         |
| 13                 | 井田義則       | 2000年12月     | 2007年6月      |                |
| 14                 | 細井行         | 2007年6月      | 2015年6月      |                |
| 15                 | 片山正則       | 2015年6月      | 2023年3月      |                |
| 16                 | 南真介         | 2023年4月      | 現職           |                |

## 社章・ロゴ
- 「いすゞ」の文字を五十鈴川の12のさざなみで囲んだ初代社章デザイン（1934年［昭和9年］制定)[52]は、日本最初の図案屋といわれる「銀座・島丹誠堂」の島欽一によるもの[53]。
- 1974年（昭和49年）から1990年（平成2年）3月までの2代目ロゴマーク（通称・矢羽根マーク）は、「お客様とともに伸びゆくいすゞ」「社会との調和のもとに伸びゆくいすゞ」　の2つの経営理念を柱にして表したもので[52]、GMとの提携を機会に制定された。三菱自動車工業は一時期、頭文字のMを模したエンブレムを使っていたが、この2代目マークに似た意匠であった。

- 1990年（平成2年）4月からは現行のロゴとなっている。「世界中のお客様に、心から満足していただける商品とサービスを創造し、社会に貢献するとともに、人間性豊かな企業として発展する」という企業理念を示したもの[52]で、SとZの文字が中央のUを挟んで鏡像になるようなデザインである。この年に生産されたエルフやフォワードなど主力車種は、現行ロゴと矢羽根マークを併用していた。
- 1967年（昭和42年）いすゞ・フローリアンの登場に合わせて新しいシンボル「アイマーク」が設定された[54]。福田繁雄といすゞ社内の共同制作[55]によるもので、乗用車と小型トラックに使われた。円の中に縦長の楕円を2個配置するデザインで、ISUZUのIを図案化している。上記「矢羽根マーク」の制定により1974年に廃止された。

## キャッチフレーズ

### コーポレートステートメント
- 世界のメーカー（1960年代前半）
- 新しい技術と長い伝統（1960年代半ば）
- 未来へ―いすゞは新しい発展をめざす（1971年）
- 人と地球の未来のために（1992年4月21日 - 1997年3月31日）
- 「運ぶ」を支え、環境と未来をひらく（2005年4月 - 2013年3月）※国内向け
- Trucks for life（2005年4月 - 2013年3月）※日本国外向け
- 地球の「運ぶ」を創造する（2023年4月 - ）※国内向け
- Moving the world ‐ for you（2023年 - ）※日本国外向け

### 商品別スローガン
- いすゞは無個性な車はつくらない（乗用車用・1969年 - 1971年頃）
- WE THINK SYSTEMS（商用車用・1979年頃）
- TRANS JAPAN（商用車用・1985年 - 1989年頃）
- Let's begin! ガーラから、始めよう。（観光バス用・1996年12月～2008年11月）
- THE POWER OF IT ALL（商用車用・1997年 - 2000年）
- THE SUV SPECIALIST（SUV用・1997年 - 2000年）
- 人にやさしい、街にやさしい。これが21世紀を走るバス。（路線バス用・2000年 - 2004年）
- Go farther 誰よりも遠くへ。（SUV用・2000年 - 2002年）
- 働く人と、世界を走る（2013年4月 - 2023年3月）

## 生産拠点

### 生産拠点
- 藤沢工場（神奈川県藤沢市）
  - 大型・中型・小型トラック（ギガ、フォワード、エルフ）、CNGトラック、ハイブリッドトラック、輸出用バスシャシ、小型トラック用ディーゼルエンジン
- UDトラックス 上尾工場
  - 大型トラック（ギガ（セミトラクタ））
- 栃木工場（栃木県栃木市）
  - 大型・中型トラック用エンジン、産業用ディーゼルエンジン

#### バス製造
- ジェイ・バス株式会社
  - 宇都宮事業所 - 元いすゞバス製造 - 路線バス（エルガ、エルガミオ及びエルガデュオ）の製造
  - 小松事業所 - 元日野車体工業 - 観光・高速バス（ガーラ、ガーラミオ）の製造

#### 閉鎖された生産拠点
- 鶴見工場（神奈川県横浜市鶴見区末広町2丁目）
  - 旧・鶴見製造所。前身の「自動車工業株式会社」により1934年（昭和9年）7月操業開始[3]。1988年（昭和63年）11月、川崎工場に統合され閉鎖[35]。工場閉鎖後も川崎鶴見臨港バスの停留所名として「いすゞ鶴見工場前」が残っている[56][57]。
  - 跡地は現在、オカムラ鶴見工場・鶴見物流センターとなっている。
- 川崎工場（神奈川県川崎市川崎区殿町3丁目[58][59]）
  - 旧・川崎製造所。1938年（昭和13年）3月操業開始[3]。大型トラック・バスの生産を行っていた歴史ある工場だった。乗用車製造事業からの撤退とリストラに伴い、2004年5月に藤沢工場・栃木工場へ生産業務を移管して閉鎖[58]。
  - 当初の計画では2003年10月閉鎖予定だったが[60]、ディーゼル車排ガス規制特需によるトラックの国内需要急増と中国向け輸出増加などにより、工場閉鎖を2004年5月に延期していた[60]。その後も国内需要急増が続き工場閉鎖の再度延期を検討したが、特需の反動による需要低迷が見込まれたことと、生産拠点を集約するため予定どおり同年5月の工場閉鎖を決定[60]。大型トラックと大型車用トランスミッションの生産は藤沢工場へ、大型ディーゼルエンジンの組み立ては栃木工場へ移管[60]、これにより約600人の人員削減を行うとした[60]。
  - 2001年7月に工場閉鎖に先立ち、工場敷地の西半分は羽田空港神奈川口構想敷地として都市再生機構へ売却された[58][61][62]。現在はキングスカイフロントとして医薬品関連の研究施設が集積されている。工場閉鎖後の翌2005年2月、敷地の東半分はヨドバシカメラへ売却され[58][61][62]、川崎工場の敷地全体の売却が完了した[58][61][62]。現在は物流拠点「ヨドバシカメラ アッセンブリーセンター川崎[59]」が建設されている。
- 大和工場（神奈川県大和市下鶴間1丁目）
  - 元は関連企業の車体工業株式会社、トラック運転台（キャブ）を一貫製造していた車体工場。グループではファーゴなども製造していた。1999年（平成11年） 閉鎖。工場跡地には2001年にイオンモール大和とイトーヨーカドー大和鶴間店が共同出店する大規模ショッピングモール「大和オークシティ」が建設され、施設の保守管理はいすゞ自動車子会社が行っている。[要出典]
- スバル・イスズ・オートモーティブ（SIA）（Subaru-Isuzu Automotive, Inc.）（米国・インディアナ州）
  - 富士重工業（現・SUBARU）との合弁による北米生産拠点。1987年5月17日創立。いすゞ車ではピックアップトラック、アクシオム、ミュー等を生産していた。2003年1月1日、富士重工業との合弁解消といすゞ車の生産委託を開始。翌1月2日、スバル・オブ・インディアナ・オートモーティブ（SIA）（Subaru of Indiana Automotive, Inc.）に改称。2004年7月23日、いすゞ車の生産委託を終了した[34][38]。

## 子会社・関連会社（製造会社も含む）

### 子会社・関連会社
トラックの製造および販売
- UDトラックス

バス製造
- ジェイ・バス - 日野自動車との合弁会社。
  - 宇都宮事業所 - 元いすゞバス製造 - 路線バス（エルガ、エルガミオ）の製造
  - 小松事業所 - 元日野車体工業 - 観光・高速バス（ガーラ、ガーラミオ）の製造

### その他
研究開発
- いすゞ中央研究所 - 神奈川県藤沢市土棚8番地・いすゞ自動車藤沢工場内
- いすゞエンジニアリング - 神奈川県藤沢市土棚8番地・いすゞ自動車藤沢工場内
- トランストロン

試験・研究業務
- いすゞ北海道試験場 - 元いすゞ自動車北海道試験場→ワーカム北海道（いすゞ自動車テストコース）

車体架装
- 日本フルハーフ - 各種自動車用車体及び、各種輸送用コンテナの製造と関連架装業務
- いすゞ車体 - 特装車製造

エンジン/エンジン関連部品製造
- いすゞエンジン製造北海道 - 旧・いすゞ自動車北海道工場
  - ライトトラック/SUV用ディーゼル/ガソリンエンジン（GM/オペル向け等）、産業用ディーゼルエンジン（井関農機向けの一部の農業機械用ディーゼルエンジンを含む）
- IJTT - 産業用ディーゼルエンジン、各種車両用機能部品の製造、開発設計・実験
- 湘南ユニテック - 自動車部品製造
- いすゞ自動車エンジン販売 - ディーゼルエンジン製造

国内販売
- いすゞ自動車販売
- いすゞユーマックス

用品販売
- いすゞA&S

販売金融・リース・保険
- いすゞリーシングサービス
  - UDフィナンシャルサービス
- いすゞ保険サービス

搬送・物流
- いすゞロジスティクス

電算業務
- いすゞシステムサービス

不動産・ビルメンテナンス・建設
- いすゞエステート

設備保全受託
- いすゞテクノ

技術情報/オフィスサポート/印刷・流通
- いすゞインテック

その他
- いすゞ病院
- アイ・シー・エンジニアリング

### 海外関連会社
- 五十鈴(中国)投資有限公司（Isuzu（China）Holding Co., Ltd.）
- 慶鈴汽車股份有限公司
- 五十鈴(上海)技貿実業有限公司 （Isuzu（Shanghai）Tradetech Co., Ltd.）
- 五十鈴汽車工程柴油機(上海)有限公司（Isuzu Motors Off-Highway Diesel Engine（Shanghai）Limited）
- 慶鈴五十鈴（重慶）発動機有限公司（Qingling Isuzu (Chonqing) Engine Co., Ltd.）
- 台湾五十鈴汽車工業股份有限公司
- 広州五十鈴客車有限公司
- 江西五十鈴汽車有限公司
- いすゞ モーターズ アジア(IMA) （Isuzu Motors Asia Ltd.）
- 泰国いすゞ自動車 (IMCT) （Isuzu Motors Co., (Thailand) Ltd.）
  - いすゞタイランド （Isuzu (Thailand) Co., Ltd.）
  - 泰国いすゞエンジン製造 (IEMT) （Isuzu Engine Manufacturing Co., (Thailand) Ltd.）
  - タイ・インターナショナル・ダイ・メーキング （Thai International Die Making Co., Ltd.）
  - 泰国いすゞテクニカルセンター （Isuzu Technical Center of Asia Co., Ltd.）
- いすゞノースアメリカコーポレーション (INAC) （Isuzu North America Corporation）
  - いすゞ モーターズ アメリカ  (ISZA) （Isuzu Motors America, LLC.）
- いすゞ オーストラリア (IAL) （Isuzu Australia Limited.）
- いすゞ モーターズ ジャーマニー (IMG)（Isuzu Motors Germany GmbH）
- いすゞ モーターズ ヨーロッパ(ISZE) （Isuzu Motors Europe Ltd.）
- いすゞ オートパーツ マニュファクチャリング(IAMC) （Isuzu Autoparts Manufacturing Corporation）

## 販売会社
全車種
- 北海道いすゞ自動車（札幌・函館・旭川・室蘭） - 国際興業グループ
- 東北海道いすゞ自動車（帯広・釧路・北見） - 北海自動車工業（本社：札幌）グループ
- いすゞ自動車東北（宮城・青森・八戸・岩手・福島・いわき）
- 秋田いすゞ自動車（秋田） - 辻兵系（二十日会グループ）
- 山形いすゞ自動車（山形・庄内）
- 茨城いすゞ自動車（水戸・土浦）
- 栃木いすゞ自動車（宇都宮・とちぎ・那須）
- 関東いすゞ自動車（群馬・埼玉）
- いすゞ自動車首都圏（品川・練馬・足立・多摩・八王子・千葉・習志野・袖ヶ浦・野田・横浜・川崎・湘南・相模・山梨）
- 新潟いすゞ自動車（新潟・長岡）
- 富山いすゞ自動車（富山）
- いすゞ自動車中部（いすゞ自動車東海北陸（石川・福井・岐阜・飛騨・名古屋・豊橋・三河・尾張小牧（一部を除く）・浜松・袋井・藤枝・静岡・清水・富士・沼津）+長野いすゞ自動車（長野・上田・佐久・松本・諏訪・伊那・飯田）
- 瀬戸いすゞ自動車（尾張小牧（一部のみ））
- 三重いすゞ自動車（三重） - 三重交通グループ
- いすゞ自動車近畿（神戸・姫路・滋賀・京都・大阪・なにわ・和泉・奈良・和歌山）
- 島根西いすゞモーター（島根（西部のみ）） - 安野産業グループ
- いすゞ自動車中国四国（鳥取・島根（西部を除く）・岡山・広島・福山・山口・徳島・愛媛・高知）
- 香川いすゞ自動車（香川） - 常盤グループ
- いすゞ自動車九州（福岡・北九州・久留米・筑豊・佐賀・長崎・佐世保・大分・熊本・宮崎・鹿児島・沖縄）
- SGモータース - 佐川急便グループ

4トン未満の小型トラック
- 関東いすゞ自動車（春日部（一部のみ）・大宮）
- いすゞオート西形（大阪（一部のみ））

4トン未満の小型トラック・バス
- 盛岡いすゞモーター（岩手）

中古車
- いすゞユーマックス

産業エンジン
- やまとエンジン販売

## 宣伝・広告
- 1960年代、社章そのままのデザインのネオン広告を屋外広告として全国展開していた。
- 書籍・雑誌はかつて週刊漫画TIMESなどの漫画雑誌に広告を掲載していた。現在はバスラマ・インターナショナルなどの交通系の書籍に広告を掲載することがある。
- 特筆すべき項目として、1980年代後半に製作された2代目ジェミニのCMが挙げられる。合成・CG一切なしのスタント走行でパリの街角を駆け抜けるシーンは傑作CMとして現在も人気が高い。
- CMキャラクターとしては、3代目エルフのCMに渥美清が出演したほか、ニューパワー後期型のCMに毒蝮三太夫、2代目フォワードの後期型のCMに古舘伊知郎を起用した。乗用車については、初代アスカのCMに千昌夫夫婦を起用した。CMへのタレント起用は1980年代前半を最後に行っていなかったが、2016年（平成28年）より小日向文世を起用したCMの放送を開始した。以降は6代目エルフのCMに大友康平、初代エルフミオのCMに本田翼を起用している。
- 2004年（平成16年）から、主力商品のエルフをメインに、いすゞ全体のCM曲として「いすゞのトラック」というオリジナルソングを採用したCMを展開している。詳しくは「いすゞのトラック」を参照。

### 提供番組
現在でも提供している番組は太字。

#### テレビ

##### 日本テレビ
- 日曜9時ドラマ (第四期)
- 西遊記
- 西遊記II
- 女かじき特急便
- 歌のワイド90分!
- 金曜ロードショー
- 真相報道 バンキシャ!

##### テレビ朝日
- ニュースステーション
- ビートたけしのTVタックル
- ここがポイント!!池上彰解説塾→池上彰のニュースそうだったのか!!

##### TBSテレビ
- 知っとこ!（毎日放送制作・TBS系列全国ネット）
- バナナマンのせっかくグルメ!!
- 特別番組
  - レッドクロス〜女たちの赤紙〜

##### テレビ東京
- 田舎に泊まろう!
- 所さんの学校では教えてくれないそこんトコロ!
- 日経スペシャル カンブリア宮殿

##### フジテレビ
- 男はつらいよ (1968年のテレビドラマ)
- 北野ファンクラブ
- ニチファミ!
- でんじろうのTHE実験

#### ラジオ
- おはよう寺ちゃん（文化放送） -  エルフモーニングダッシュ
- いすゞ歌うヘッドライト〜コックピットのあなたへ〜（TBSラジオ他JRN系列）
- ジェミニ・ミュージックパートナー（TBSラジオ他JRN系列）
- 郁恵のフレッシュミュージック（TBSラジオ）
- いすゞ お父さん・お母さんへの手紙（CBCラジオ他）
- 話題のアンテナ 日本全国8時です（TBSラジオ）
- 生島ヒロシのおはよう一直線（TBSラジオ/JRN/ラジオ大阪） - いすゞ自動車プレゼンツ 檀れい 今日の1ページ

## モータースポーツ

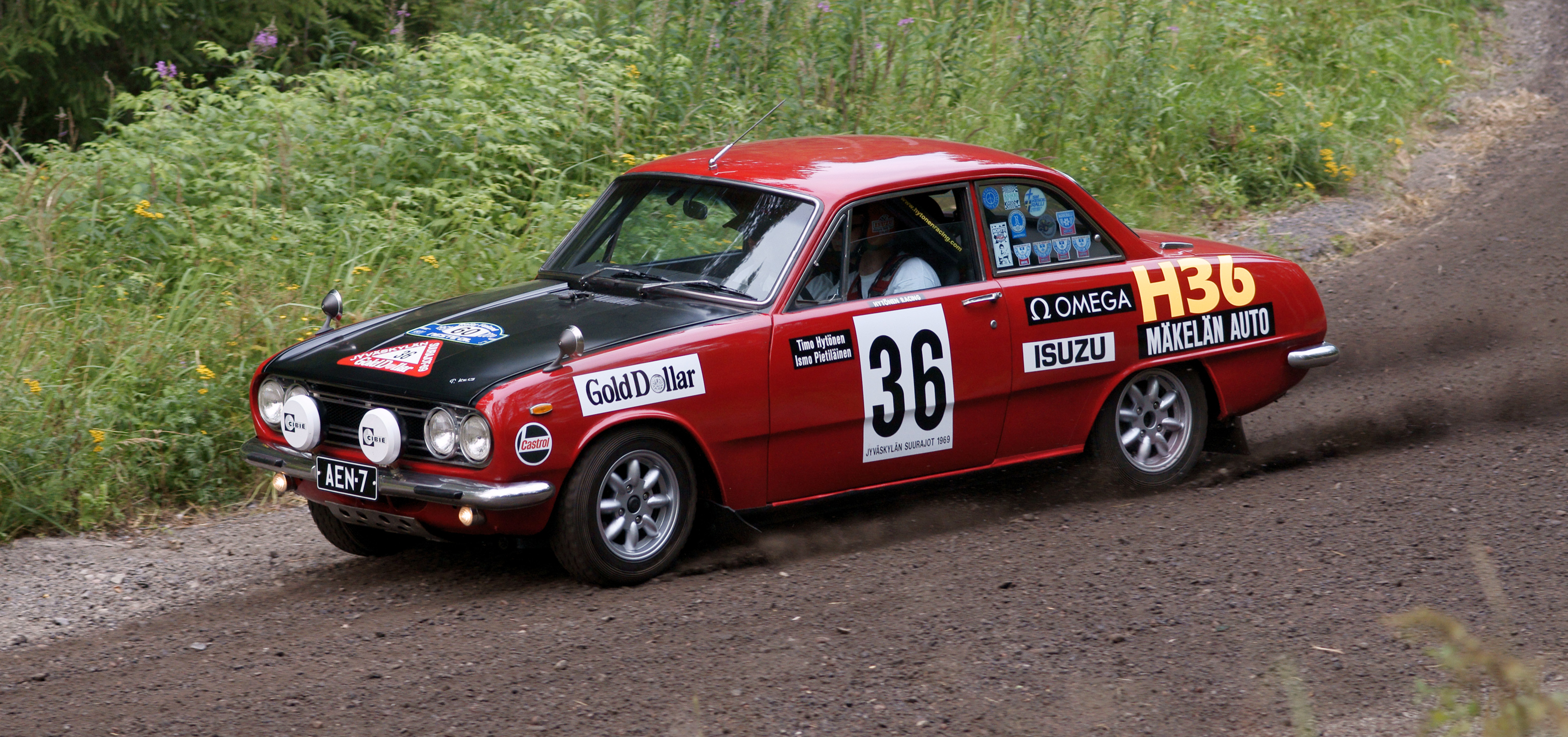
ベレット1600のヒストリックラリーカー（2010年フィンランドにて）

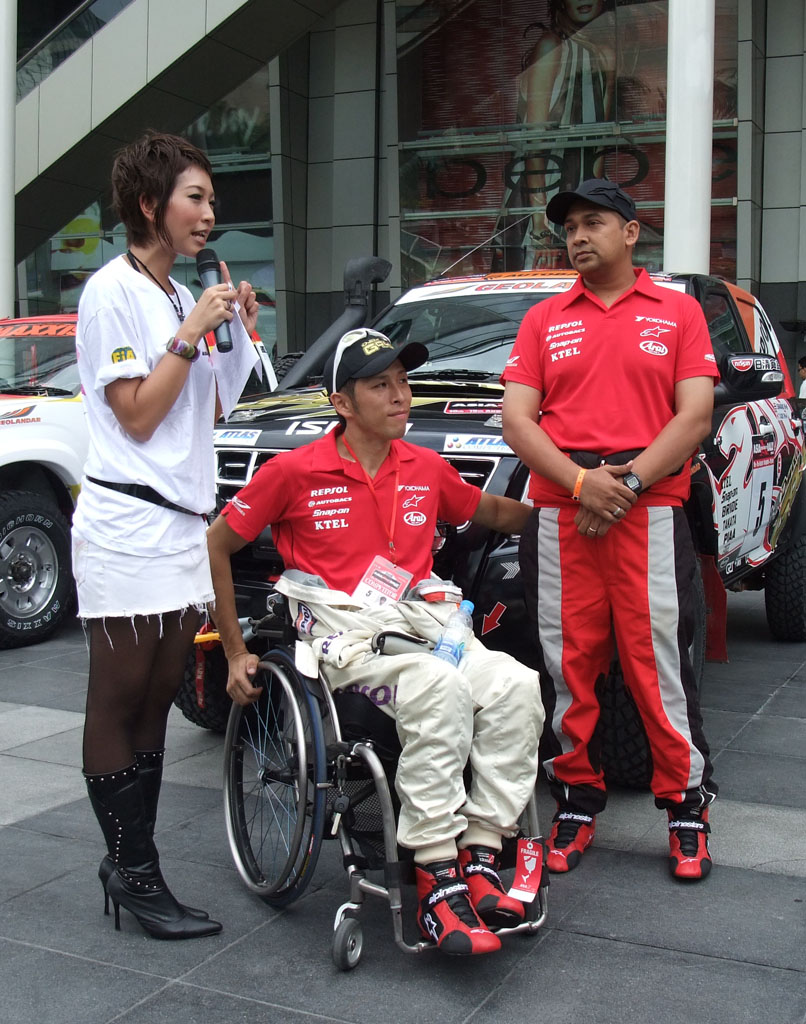
二輪レースの事故で半身不随となった青木拓磨のD-MAXによるAXCR参戦（2008年）

1964年の第2回日本グランプリのツーリングカークラスに、ベレット10台とベレル4台が参戦した。1968年の鈴鹿12時間レースではプロトタイプのベレットGT-Xで総合優勝を飾り、これを元に市販化された「ベレットGTR（GT Type R）」で、日産・スカイラインやトヨタ・1600GTと各地で競った。
1969年日本グランプリには、社内有志によりクローズドトップの「ベレットR6」とオープントップの「R7
」の、2種類のプロトタイプスポーツカーが製作され、投入された。前者は117クーペの1.6リッター直列4気筒、後者はシボレー製5リッターV型8気筒エンジンを搭載していた。
富士グランチャンピオンレースには、R6をオープントップに改造し直したベレットR6スパイダーが参戦した。
オイル・ショックが明けた1980年代には「TEAM ISUZU」として、ラリーにジェミニやアスカを投入。全日本ラリー選手権では5回Bクラスのチャンピオンとして名を刻んだ。またWRC（世界ラリー選手権）の1イベントである英国のRACラリー（現ラリーGB）にも複数回参戦し、グループAクラス1位も経験した。後にスバルでPCWRC（プロダクションカー世界ラリー選手権）チャンピオンとなる新井敏弘や、同じくスバルで活躍する鎌田卓麻の父の鎌田豊、後にパーツメーカーのテインを設立する市野諮も、元々はいすゞのワークスドライバーであった。
グループA規定で行われたJTC（全日本ツーリングカー選手権）のディヴィジョン3や、N1耐久（現スーパー耐久）にも少数だがジェミニを用いるチームがあった。
ラリーレイドでは00年代に元フェラーリF1ドライバーのクレイ・レガツォーニが、フランス・スイス・イタリアのいすゞ代理店であるMIDIヨーロッパを母体とし、いすゞ本社もサポートするチームを率いて、「チーム・いすゞ・クレイ・レガツォーニ」として市販車ベースのD-MAXで参戦した。4度の二輪ダカール王者エディ・オリオリや、WRCの「無冠の帝王」マルク・アレンがドライブし、2005年のファラオ・ラリーではディーゼル車の1位を獲得した。また日本のプライベーターからはビッグホーンやミューが用いられ、チーム・アオヤギ（浅井明/青柳暁子組）は1991〜1996年にいすゞ車を続けて運用し、1994年にビッグホーンで市販車無改造・マラソン（主要部品無交換）クラスで優勝を果たしている。現在ダカールで日野チームスガワラを率いる菅原照仁も、下積み時代にビッグホーンをドライブしていたことがある。
1991年、当時同じGM傘下であり、乗用車の特殊仕様車などで協力関係にあったイギリスのロータス・カーズ（FFのエラン（2代目）用として、いすゞからエンジンとトランスミッションの供給を受ける契約をしていた）の関連会社で、F1参戦チームであったチーム・ロータスと共同で、V12エンジンのテストをロータス 102Cに搭載してシルバーストンで行い、高い評価を得た。この計画は、あくまでいすゞ自身のガソリンエンジン開発技術がどこまで通用するかを試すために行われたデモンストレーションであり、レースに出場することは考えられていなかった。当初はベンチテストで終了する予定だったが、ロータス・カーズの協力を得てテスト走行までこぎつけた。
現在もダカールやオセアニアや東南アジア、アフリカなどでしばしばピックアップトラックのD-MAXが用いられている。特にアジアクロスカントリーラリー（AXCR）では、タイ王国のナタポン・アングリットハノンが連覇し最強の地位を築いていることで知られる。また豪州のピックアップトラックによるサーキットレース「スーパーユート」にもD-MAXが参戦している。

## いすゞ自動車高等工業学校
いすゞ自動車高等工業学校は、いすゞ自動車が職業能力開発促進法に基づいて神奈川県知事から認定職業訓練の実施施設としての認定を受けた神奈川県藤沢市にある認定職業訓練校である。訓練学科としては、塑性加工科、機械加工科、精密加工科、自動車製造科がある。
本校の源流は、1935年（昭和10年）に青年学校令に基づいて設置された自動車工業株式会社・鶴見工場内に設立された私立自動車工業青年学校に遡る。
1942年（昭和17年）4月に、私立ヂーゼル自動車青年学校が開校（川崎本校、鶴見分校）。1951年（昭和26年）4月に、中学校卒業者を対象となる三年制の学校としていすゞ自動車株式会社「いすゞ自動車工業専門学校」が学校教育法第八十三条による各種学校（一条校以外の校種）の認可を受ける。1956年（昭和31年）に、職業訓練法に基づく事業内職業訓練所（川崎本校、鶴見・末吉・大森分校）の認定を受ける。その後、1962年（昭和37年）に藤沢分校も追加認定。また、学校教育法に基づく各種学校の認可を取り下げると共に大森分校を廃止。同時にいすゞ自動車工業専修学校に改称。1967年（昭和42年）鶴見分校を廃止。1971年（昭和46年）に末吉分校を廃止。1981年（昭和56年）初の女子訓練生の入学。1982年（昭和57年）「いすゞ自動車川崎高等工業学校」と「いすゞ自動車藤沢高等工業学校」に改称。1997年（平成9年）いすゞ自動車川崎工業高等学校をいすゞ自動車藤沢高等工業学校へ統合し、いすゞ自動車高等工業学校に改称。2015年（平成27年）1月、ものづくりサービストレーニングセンターが開設し校舎移転。